# Vopisc Juli Jul
Vopisc Juli Jul (en llatí: Vopiscus Iulius C. F. L. N. Iullus) va ser un magistrat romà del segle v aC. Formava part de la gens Júlia i era fill del cònsol del 489 aC Gai Juli Jul i germà del cònsol del 482 aC Gai Juli Jul.
Va arribar al consolat l'any 473 aC junt amb Luci Emili Mamerc. Titus Livi dona com a cònsol d'aquest any a Òpiter Virgini Tricost, però diu que en alguns annals havia trobat el nom de Vopiscus Iulius en lloc del de Verginus. Aquell any hi va haver seriosos conflictes: l'assassinat del tribú Genuci i els aldarulls que en van seguir. Els cònsols van procedir al reclutament forçós fins que es va intentar obligar a Voleró Publili que servís com a soldat, quan anteriorment havia estat centurió i llavors va esclatar una revolta general que va enderrocar als cònsols.